# K-700

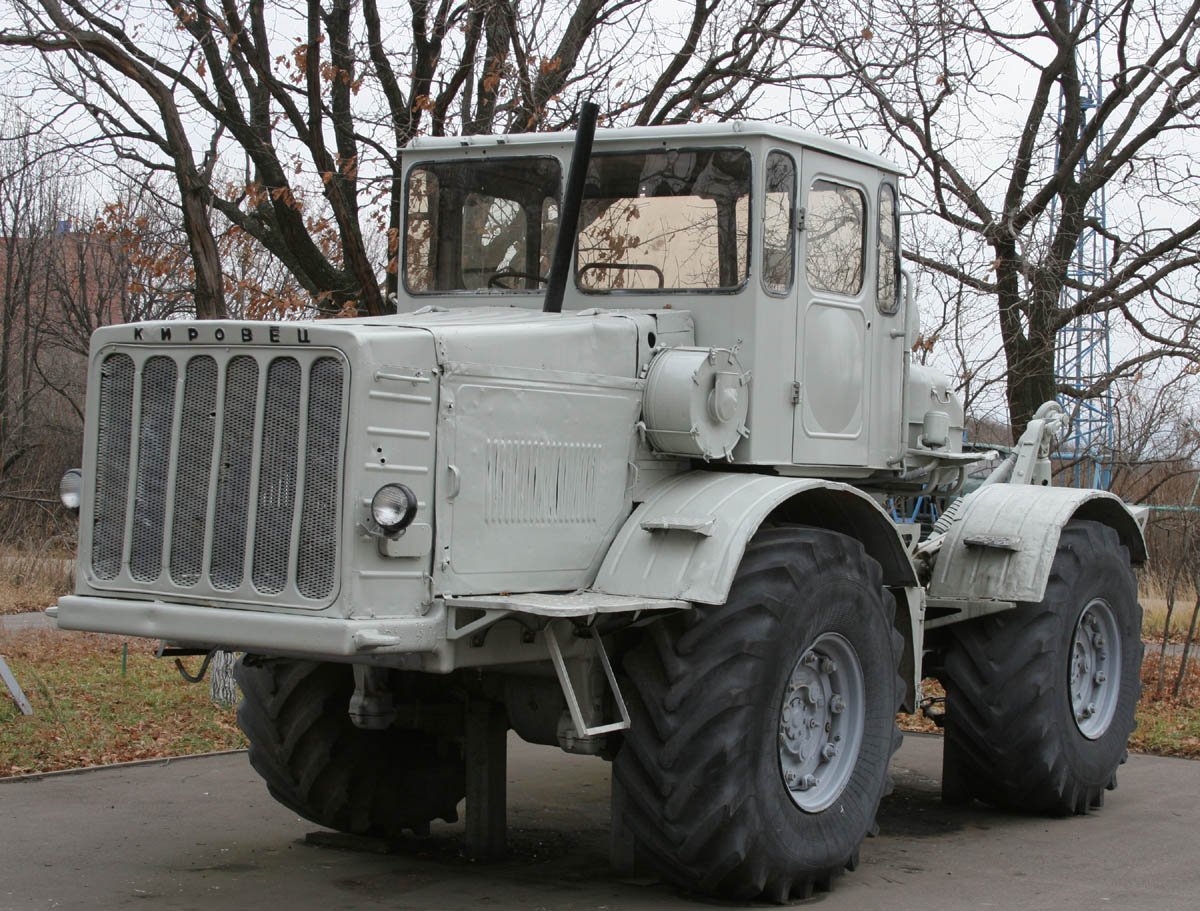
K-700

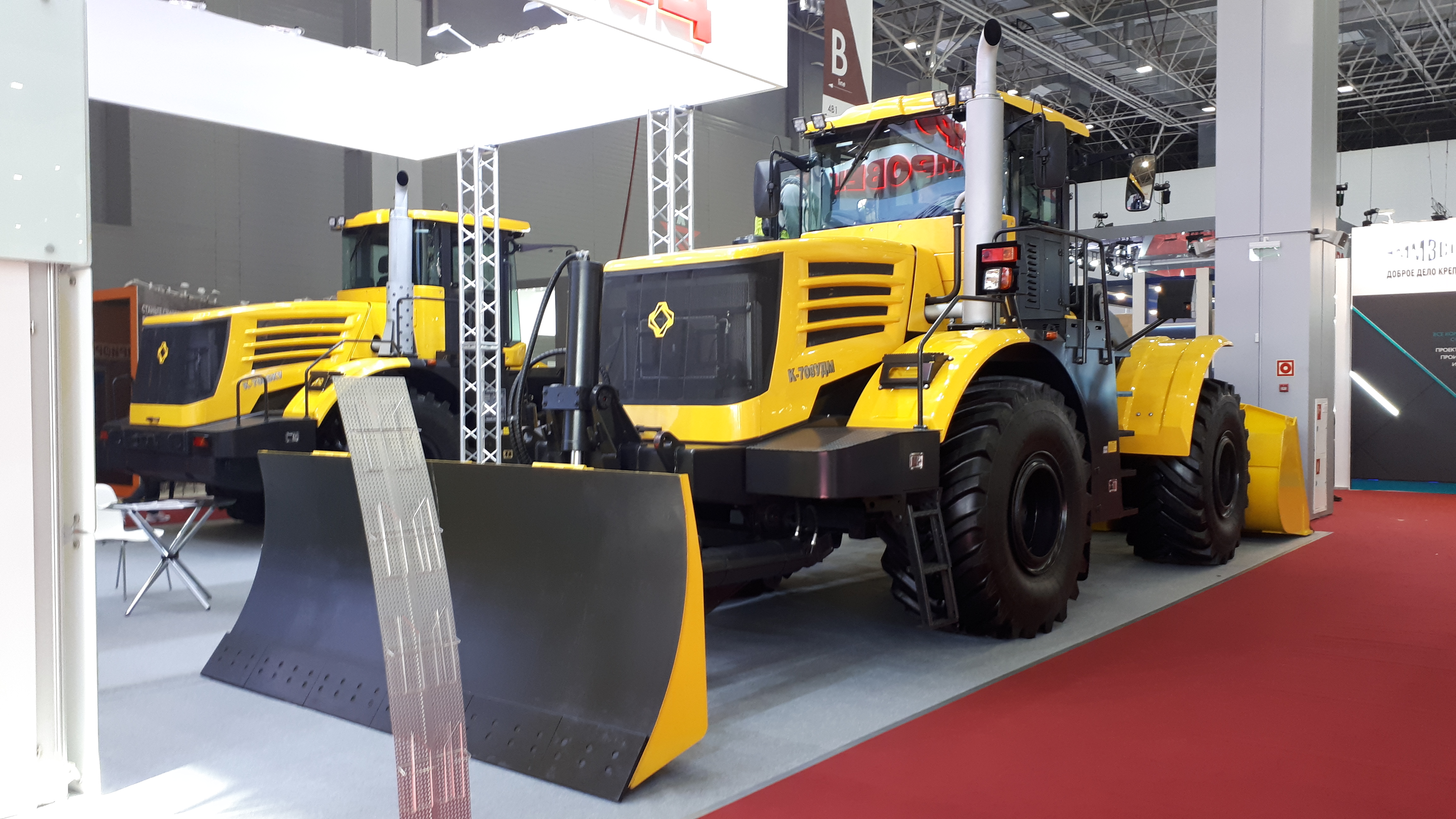
K-708

K-700(러시아어: К-700)은 1962년부터 1975년까지 소련의 키로베츠에서 제작된 4륜 구동 트랙터이다. 해당 제품을 개량한 트랙터로는 K-701, K-701M, K-702, K-703이 있으며 기존 제품에 비해 모터 전력을 향상시키고 기술 장비, 부품을 현대화한 것이 특징이다.

## 사양
- 엔진: V8 디젤 엔진
- 인장력: 약 50 kN
- 길이: 7,010 mm
- 너비: 2,530 mm
- 높이: 3,450 mm
- 휠 베이스: 3,050 mm
- 게이지: 1,910 mm
- 표준 타이어: 18-26 AS
- 최고 속도: 31.8 km/h
- 자체 중량: 11,550 kg
- 이전 모델: 없음
- 후속 모델: K-700A